# Callitris drummondii
Espèce
Classification phylogénétique
Statut de conservation UICN

 NT  : Quasi menacé
Callitris drummondii est une espèce de conifères de la famille des Cupressaceae originaire d'Australie. Il est considéré comme vulnérable par disparition de son habitat.